# Grażyna Skąpska
Grażyna Barbara Skąpska (Garwolińska-Skąpska) (ur. 8 kwietnia 1948) – polska socjolożka prawa, profesor zwyczajna Uniwersytetu Jagiellońskiego. 

## Życiorys
Ukończyła prawo (1970) oraz socjologię (1974) na Uniwersytecie Jagiellońskim. Stopień doktora nauk prawnych uzyskała w Instytucie Państwa i Prawa Polskiej Akademii Nauk. Stopień naukowy doktora habilitowanego uzyskała z zakresu socjologii ogólnej oraz socjologii prawa na Wydziale Filozoficznym Uniwersytetu Jagiellońskiego w 1992 na podstawie rozprawy Prawo a dynamika społecznych przemian. W 2009 otrzymała tytuł profesora nauk humanistycznych. 
Zainteresowania naukowe Skąpskiej skupiają się na teorii prawa jako zjawiska społecznego, konstytucjonalizmu, aspektach prawnych, ekonomicznych i społecznych rządów prawa w okresie pokomunistycznych przemian, kwestiach tzw. „sprawiedliwości okresu przemian” oraz zmianach kultury i świadomości prawnej w związku z procesami integracji europejskiej. 
Skąpska była stypendystką Fundacji Alexandra von Humboldt  na Uniwersytecie we Frankfurcie nad Menem, Fundacji Amerykańskich Prawników w Chicago, Collegium Budapest oraz Wissenschaftskolleg zu Berlin. Współpracowała w zakresie realizacji projektu badawczego na temat prawa państwa totalitarnego z Instytutem Maxa Plancka Historii Prawa Europejskiego we Frankfurcie nad Menem. Od 2011 do 2020 Przewodnicząca Polskiego Towarzystwa Socjologicznego oraz członkini Komitetu Wykonawczego Międzynarodowego Towarzystwa Socjologicznego (ISA), w latach 2000–2004 była Wiceprezydentką Międzynarodowego Instytutu Socjologii (International Institute of Sociology). Przewodnicząca Konwentu Rzeczników Dyscyplinarnych przy Ministrze Nauki i Szkolnictwa Wyższego. Gościnnie wykładała m.in. na Uniwersytecie Sydnejskim, Instytucie Socjologii Prawa w Onati w Hiszpanii. 
W 2014 za zasługi w działalności na rzecz rozwoju nauki odznaczona Złotym Krzyżem Zasługi.

## Wybrane publikacje
- Gregory S. Alexander, G.Skapska (red.)"A Fourth Way? Privatization, Property, and the Emergence of New Market Economies", Routledge, Londonn-New York, 1994[5]
- "The Legacy of Anti-Legalism" w: "Marxism and the Rule of Law. Posthumous Reflections on Politics.Society and Law", M. Krygier (red.) Rodopi: Amsterdam-Atlanta GA, 1994[6]
- "Restitutive Justice, Rule of Law and Constitutional Dilemmas" in: A.Czarnota, M.Krygier, W.Sadurski (eds.) "Rethinking the Rule of Law after Communism" CEU Press: Budapest-New York, 2005[7]
- "Facing the Past Human Right Violations: A Way from a Liquid to a Solid Society" in: J.Priban (ed.) "Liquid Society and Its Law" Ashgate: Dortmouth 2007[8]
- "Rule of Law, Economic Transformation and Corruption after the Fall of the Berlin Wall", The Hague Journal of then Rule of Law" Vol. 1, Issue 2, 2009[9]
- "From Civil Society to Europe: A Sociological Study of Constitutionalism after Communism", Brill: Leiden-Boston 20122[10]